# لذرینگست ویت گلنفورد
لذرینگست ویت گلنفورد (به انگلیسی: Letheringsett with Glandford) یک روستا و محله مدنی در بریتانیا است که در North Norfolk واقع شده‌است. لذرینگست ویت گلنفورد ۸٫۱۹ کیلومتر مربع مساحت و ۲۳۲ نفر جمعیت دارد.